# 王忱 (東晋)
王忱（おう しん、生年不詳 - 太元17年10月18日（392年11月18日））は、中国の東晋の官僚。字は元達。本貫は太原郡晋陽県。

## 経歴
王坦之の四男として生まれた。弱冠にして名を知られ、王恭や王珣とともに当時の声誉を博した。官位を歴任して、驃騎長史となった。太元14年（389年）、荊州刺史・都督荊益寧三州諸軍事・建武将軍・仮節として出向した。
太元17年10月辛亥（392年11月18日）、在官のまま死去した。右将軍の位を追贈された。諡は穆といった。

## 逸話
- 王忱のおじである范寧は、張玄と仲が良かったので、王忱と引き合わせて語らわせようとした。張玄は正座してへりくだり、王忱の発言を待ったが、王忱が言葉を発しなかったので、失望して立ち去った。范寧が「張玄は呉中の秀人であるのに、どうして語りあわなかったのだ」といって王忱を責めたが、王忱は笑って「張祖希が私と知り合いたいなら、自ら訪れるべきでしょう」と答えた。范寧が「おまえの風流と名声ぶりは、まことに後来の優秀であるな」というと、王忱は「このおじがいなければ、どうしてこの甥がありえましょう」と言った。そこで范寧がこのことを張玄に知らせると、張玄は束帯の正装をして王忱のもとを訪れたので、ようやく対談が実現した。
- 王忱は王澄の人となりを慕っていた。
- 王忱は年少で荊州刺史の任についたため、当時の人々に憂慮されたが、荊州では綱紀を粛正して、安定した統治をおこなった。このころ桓玄が江陵で台頭していたが、王忱はこれを抑制し、桓玄も王忱をはばかって服従していた。
- 王忱は気ままにふるまって、物事にこだわらなかった。晩年はもっぱら酒を飲み、ひとたび飲み始めると月をまたいでも素面にならず、裸で散歩していたりもした。3日酒を飲まないと不機嫌で、肉体と精神の不調を覚えるほどであった。

## 伝記資料
- 『晋書』巻75 列伝第45